# Speak of the Dead
Speak of the Dead — студийный альбом немецкой хеви-метал-группы Rage, вышедший в 2006 году.
В Speak of the Dead метал и оркестровая музыка сливаются вместе. В записи альбома участвовали музыканты из Минского Симфонического Оркестра.
Первые 8 треков составляют единую композицию: «Suite Lingua Mortis». Песня «Full Moon» была специально переведена и спета на пяти языках: английском, немецком, испанском, японском и русском и присутствует на копиях, изданных в этих странах.

## Список композиций
1. «Morituri Te Salutant (Instrumental)» — 00:57
2. «Prelude of Souls (Instrumental)» — 02:46
3. «Innocent» — 05:37
4. «Depression (Instrumental)» — 01:13
5. «No Regrets» — 04:53
6. «Confusion (Instrumental)» — 01:46
7. «Black (Instrumental)» — 00:51
8. «Beauty» — 03:54
9. «No Fear» — 05:32
10. «Soul Survivor» — 03:42
11. «Full Moon» — 04:54
12. «Kill Your Gods» — 05:14
13. «Turn My World Around» — 03:59
14. «Be With Me or Be Gone» — 03:47
15. «Speak of the Dead» — 04:07

## Участники записи
- Петер «Пиви» Вагнер — вокал, бас-гитара
- Виктор Смольский — гитара, клавишные, бэк-вокал
- Майк Террана — ударные

## Позиции в хит-парадах
| Чарт (2006)        | Место |
| ------------------ | ----- |
| German Album Chart | 58    |